# Lord custode del sigillo privato
Il Lord custode del sigillo privato (in inglese Lord Privy Seal o, più formalmente, Lord Keeper of the Privy Seal), nel Regno Unito è il quinto dei Grandi ufficiali dello Stato, dopo il Lord presidente del Consiglio e prima del Lord gran ciambellano.

## Storia
L'ufficio è uno dei più antichi del regno fra quelli tradizionali ed è una sinecura. Esso venne creato nel 1307, prima di allora (fino all'epoca di Edoardo I) le sue funzioni erano demandate ad un altro dignitario di corte, il maestro del guardaroba. Originariamente il lord del sigillo privato custodiva il Sigillo Privato del Re (mentre il Grande Sigillo dello Stato era custodito dal Lord Cancelliere). Per tutto il XIV secolo la carica fu appannaggio esclusivo di vescovi.
Oggi al titolare della carica viene assegnato un posto nel Gabinetto del Regno, anche se non ha più l'importanza di un tempo e ha perso gran parte delle sue prerogative. L'ufficio, infatti, non ha più alcuna funzione politica particolare ed è generalmente utilizzato per attribuire un posto di ministro senza portafoglio. Dall'epoca di Clement Attlee in poi la posizione di lord del sigillo privato è stata spesso associata a quella di leader in uno dei due rami del parlamento.

## Elenco dei lord del sigillo privato in Inghilterra

### Lord del sigillo privato (c.1307–1714)
- William Melton (1307–1312)
- Roger Northburgh (1312–1316)
- Thomas Charlton (1316–1320)
- Robert Baldock (1320–1323)
- Robert Wodehouse (1323)
- Robert Ayleston (1323–1324)
- William Ayermin (1324–1325)
- Henry Cliff (1325)
- William Herlaston (1325–1326)
- Robert Wyvil (1326–1327)
- Richard Airmyn (1327-1328)
- Adam Lymbergh (1328-1329)
- Richard Aungerville (1329–1334)
- Robert Ayleston (1334)
- Robert Tawton (1334-1335)
- William Zouche (1335-1337)
- Richard de Wentworth (1337-1338)
- William Kilsby (1338-1342)
- John de Ufford (1342-1344)
- Thomas Hatfield (1344-1345)
- John Thoresby (1345-1347)
- Simon Islip (1347-1350)
- Michael Northburgh (1350-1354)
- Thomas Bramber (1354-1355)
- John Winwick (1355-1360)
- John Bokyngham (1360-1363)
- William of Wykeham (1363-1367)
- Peter Lacy (1367-1371)
- Nicholas Carew (1371-1377)
- John Fordham (1377-1381)
- William Dighton (1381-1382)
- Walter Skirlaw (1382-1386)
- John Waltham (1386-1389)
- Edmund Stafford (1389-1396)
- Guy Mone (1396-1397)
- Richard Clifford (1397-1401)
- Thomas Langley (1401-1405)
- Nicholas Bubwith (1405-1406)
- John Prophet (1406-1415)
- John Wakering (1415-1416)
- Henry Ware (1416-1418)
- John Kemp (1418-1421)
- John Stafford (1421-1422)
- William Alnwick (1422-1432)
- William Lyndwood (1432-1443)
- Thomas Beckington (1443-1444)
- Adam Moleyns (1444-1450)
- Andrew Holes (1450-1452)
- Thomas Lisieux (1452-1456)
- Lawrence Booth (1456-1460)
- Robert Stillington (1460-1467)
- Thomas Rotherham (1467-1470)
- John Hales (1470-1471)
- Thomas Rotherham (1471-1474)
- John Russell (1473-1483)
- John Gunthorp (1483-1485)
- Peter Courtenay (1485-1487)
- Richard Foxe (1487-1516)
- Thomas Ruthall (1416-1423)
- Henry Marney, I barone Marney (1523)
- Cuthbert Tunstall (1523-1530)
- Thomas Boleyn, I conte del Wiltshire (1530-1536)
- Thomas Cromwell, I conte di Essex (1536-1540)
- William FitzWilliam, I conte di Southampton (1540-1542)
- John Russell, I conte di Bedford (1542-1555)
- William Paget, I barone Paget (1555-1558)
- Nicholas Bacon (1558-1571)
- William Cecil, I barone Burghley (1571-1572)
- William Howard, I barone Howard di Effingham (1572-1573)
- Thomas Smith (1573-1576)
- Francis Walsingham (1576-1590)
- William Cecil, I barone Burghley (1590-1598)
- Robert Cecil, I conte di Salisbury (1598-1608)
- Henry Howard, I conte di Northampton (1608-1614)
- Robert Carr, I conte di Somerset (1614-1616)
- Edward Somerset, IV conte di Worcester (1616-1625)
- John Coke (1625-1628)
- Robert Naunton (1628)
- Henry Montagu, I conte di Manchester (1628-1642)
- Lucius Cary, II visconte Falkland (1643)
- Edward Nicholas (1643-1644)
- Henry Bourchier, V conte di Bath (1644-1654)
- Sospensione della carica e Commonwealth
- John Robartes, I conte di Radnor (1661-1673)
- Arthur Annesley, I conte di Anglesey (1673-1682)
- George Savile, I marchese di Halifax (1682-1685)
- Henry Hyde, II conte di Clarendon (1685-1687)
- Henry Arundell, III barone Arundell di Wardour (1687-1688)
- George Savile, I marchese di Halifax (1689-1690)
- Commissione (1690-1692)
- Thomas Herbert, VIII conte di Pembroke (1692-1699)
- John Lowther, I visconte Lonsdale (1699-1700)
- Ford Grey, I conte di Tankerville (1700-1701)
- Commissione (1701-1702)
- John Sheffield, I duca di Buckingham e Normanby (1702-1705)
- John Holles, I duca di Newcastle-upon-Tyne (1705-1707)
- John Holles, I duca di Newcastle (1707–1711)
- John Robinson, vescovo di Bristol (1711–1713)
- William Legge, I conte di Dartmouth (1713–1714)

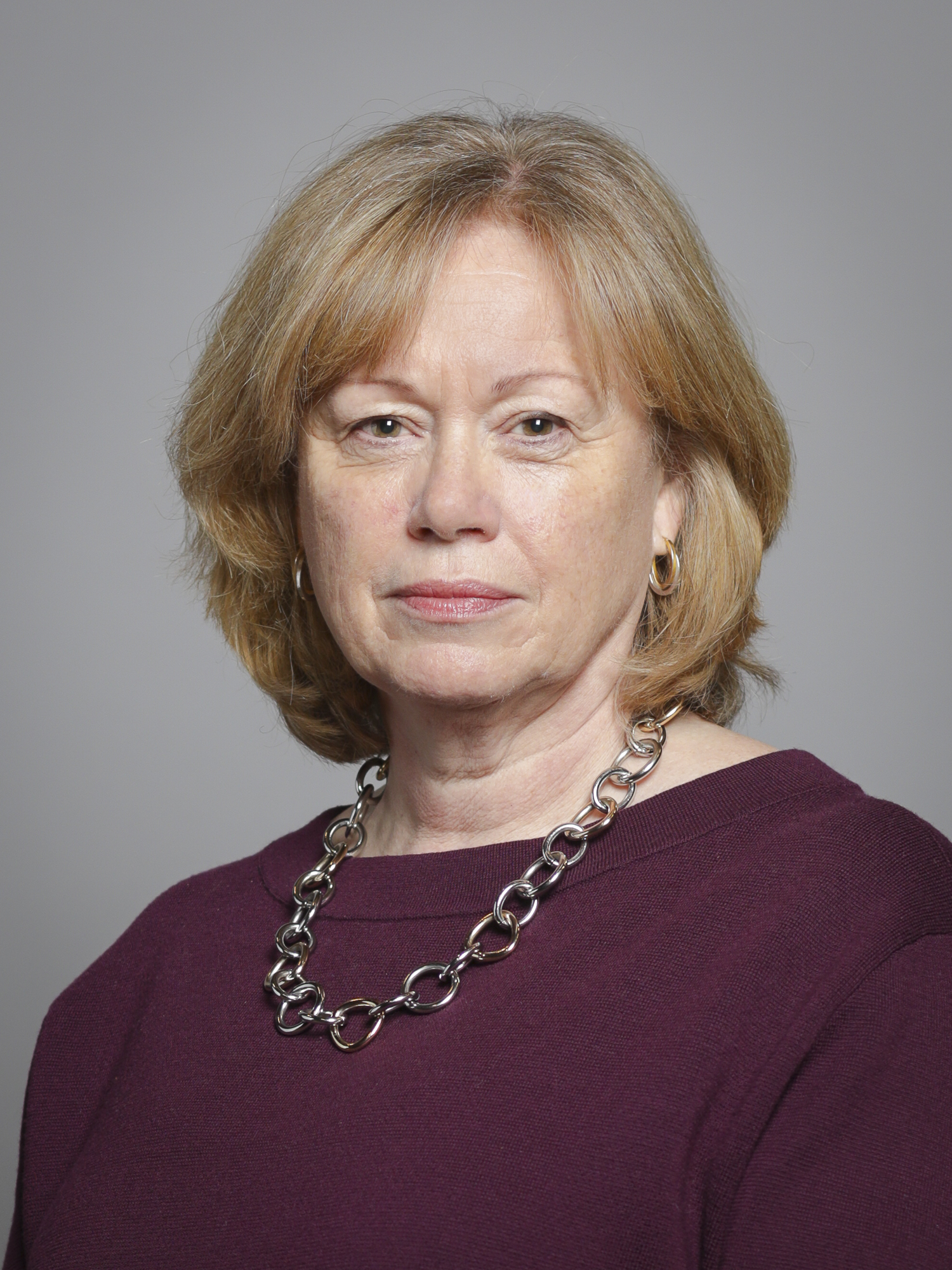
Angela Smith, in carica dal 2024.

### Lords del sigillo privato (1714–oggi)
- Thomas Wharton, I marchese di Wharton (1714–1715)
- In commissione nel 1715
- Charles Spencer, III conte di Sunderland (1715–1716)
- Evelyn Pierrepont, I duca di Kingston (1716–1718)
- Henry Grey, I duca di Kent (1718–1719)
- Evelyn Pierrepont, I duca di Kingston (1720–1726)
- Thomas Trevor, I barone Trevor (1726–1730)
- Spencer Compton, I conte di Wilmington (1730–1731)
- In commissione nel 1715
- William Cavendish, III duca di Devonshire (1731–1733)
- Henry Lowther, III viscone Lonsdale (1733–1735)
- Francis Godolphin, II conte di Godolphin (1735–1740)
- John Hervey, II barone Hervey (1740–1742)
- John Leveson-Gower, II barone Gower (1742–1743)
- George Cholmondeley, III conte di Cholmondeley (1743–1744)
- John Leveson-Gower, I conte Gower (1744–1755)
- Charles Spencer, III duca di Marlborough (1755)
- Granville Leveson-Gower, II conte Gower (1755–1757)
- Richard Grenville-Temple, II conte Temple (1757–1761)
- In commissione nel 1761
- John Russell, IV conte Bedford (1761–1763)
- George Spencer, IV duca di Marlborough (1763–1765)
- Thomas Pelham-Holles, I duca di Newcastle (1765–1766)
- William Pitt, I conte di Chatham (1766–1768)
- George Hervey, V conte di Bristol (1768–1770)
- George Montague-Dunk, II conte di Halifax (1770–1771)
- Henry Howard, XII conte di Suffolk (1771)
- Augustus FitzRoy, III duca di Grafton (1771–1775)
- William Legge, II conte di Dartmouth (1775–1782)
- Augustus FitzRoy, III duca di Grafton (1782–1783)
- Frederick Howard, V conte di Carlisle (1783)
- Charles Manners, IV duca di Rutland (1783–1784)
- In commissione nel 1784
- Granville Leveson-Gower, I marchese di Stafford (1784–1794)
- George Spencer, II conte Spencer (1794)
- John Pitt, II conte di Chatham (1794–1798)
- John Fane, X conte di Westmorland (1798–1806)
- Henry Addington, I visconte Sidmouth (1806)
- Henry Richard Vassall-Fox, III barone Holland (1806–1807)
- John Fane, X conte di Westmorland (1807–1827)
- William Cavendish-Scott-Bentinck, IV duca di Portland (1827)
- George Howard, VI conte di Carlisle (1827–1828)
- Edward Law, II barone Ellenborough (1828–1829)
- James St Clair-Erskine, II conte di Rosslyn (1829–1830)
- John George Lambton, I barone Durham (1830–1833)
- Frederick John Robinson, I conte di Ripon (1833–1834)
- George Howard, VI conte di Carlisle (1834)
- Constantine Phipps, II conte di Mulgrave (1834)
- James Stuart-Wortley-Mackenzie, I barone Wharncliffe (1834–1835)
- John Ponsonby, visconte Duncannon (1835–1840)
- George Villiers, IV conte di Clarendon (1840–1841)
- Richard Temple-Nugent-Brydges-Chandos-Grenville, II duca di Buckingham e Chandos (1841–1842)
- Walter Montagu-Douglas-Scott, V duca di Buccleuch (1842–1846)
- Thomas Hamilton, IX conte di Haddington (1846)
- Gilbert Elliot-Murray-Kynynmound, II conte di Minto (1846–1852)
- James Brownlow William Gascoyne-Cecil, II marchese di Salisbury (1852)
- George Campbell, VIII duca di Argyll (1853–1855)
- Dudley Ryder, II conte di Harrowby (1855–1858)
- Ulick de Burgh, I marchese di Clanricarde (1858)
- Charles Philip Yorke, IV conte di Hardwicke (1858–1859)
- George Campbell, VIII duca di Argyll (1859–1866)
- James Harris, III conte di Malmesbury (1866–1868)
- John Wodehouse, I conte di Kimberley (1868–1870)
- Charles Wood, I visconte Halifax (1870–1874)
- James Harris, III conte di Malmesbury (1874–1876)
- Benjamin Disraeli, I conte di Beaconsfield (1876–1878)
- Algernon Percy, VI duca di Northumberland (1878–1880)
- George Campbell, VIII duca di Argyll (1880–1881)
- Chichester Parkinson-Fortescue, I baroneCarlingford (1881–1885)
- Archibald Primrose, V conte di Rosebery (1885)
- Dudley Ryder, III conte di Harrowby (1885–1886)
- William Ewart Gladstone (1886)
- George Cadogan, V conte Cadogan (1886–1892)
- William Ewart Gladstone (1892–1894)
- Edward Marjoribanks, II barone Tweedmouth (1894–1895)
- Richard Assheton Cross, I visconte Cross (1895–1900)
- Robert Gascoyne-Cecil, III marchese di Salisbury (1900–1902)
- Arthur Balfour (1902–1903)
- James Gascoyne-Cecil, IV marchese di Salisbury (1903–1905)
- George Frederick Samuel Robinson, I marchese di Ripon (1905–1908)
- Robert Crewe-Milnes, I conte di Crewe (1908–1911)
- Charles Robert Wynn Carrington, I conte Carrington (1911–1912)
- Robert Crewe-Milnes, I marchese di Crewe (1912–1915)
- George Nathaniel Curzon, I conte Curzon (1915–1916)
- David Lindsay, XXVII conte di Crawford (1916–1919)
- Andrew Bonar Law (1919–1921)
- Austen Chamberlain (1921–1922)
- Robert Cecil, I visconte Cecil di Chelwood (1922–1924)
- John Robert Clynes (1924)
- James Edward Hubert Gascoyne-Cecil, IV marchese di Salisbury (1924–1929)
- James Henry Thomas (1929–1930)
- Vernon Hartshorn (1930–1931)
- Thomas Johnston (1931)
- William Wellesley Peel, I conte Peel (1931)
- Philip Snowden, I visconte Snowden (1931–1932)
- Stanley Baldwin (1932–1934)
- Anthony Eden (1934–1935)
- Charles Vane-Tempest-Stewart, VII marchese di Londonderry (1935)
- Edward Frederick Lindley Wood, III visconte Halifax (1935–1937)
- Herbrand Sackville, IX conte De La Warr (1937–1938)
- Sir John Anderson (1938–1939)
- Sir Samuel Hoare (1939–1940)
- Sir Kingsley Wood (1940)
- Clement Attlee (1940–1942)
- Sir Stafford Cripps (1942)
- Robert Arthur James Gascoyne-Cecil, visconte Cranborne (1942–1943)
- Max Aitken, I barone di Beaverbrook (1943–1945)
- Arthur Greenwood (1945–1947)
- Philip Inman, I barone Inman (1947)
- Christopher Addison, I visconte Addison (1947–1951)
- Ernest Bevin (1951)
- Richard Stokes (1951)
- Robert Arthur James Gascoyne-Cecil, V marchese di Salisbury (1951–1952)
- Harry Crookshank (1952–1955)
- Rab Butler (1955–1959)
- Quintin McGarel Hogg, II visconte Hailsham (1959–1960)
- Edward Heath (1960–1963)
- Selwyn Lloyd (1963–1964)
- Francis Aungier Pakenham, VII conte di Longford (1964–1965)
- Sir Frank Soskice (1965–1966)
- Francis Aungier Pakenham, VII conte di Longford (1966–1968)
- Edward Shackleton, barone Shackleton (1968)
- Fred Peart (1968)
- Edward Shackleton, barone Shackleton (1968–1970)
- George Jellicoe, II conte Jellicoe (1970–1973)
- David Hennessy, III barone Windlesham (1973–1974)
- Malcolm Shepherd, II barone Shepherd (1974–1976)
- Fred Peart, barone Peart (1976–1979)
- Sir Ian Gilmour, baronetto (1979–1981)
- Humphrey Atkins (1981–1982)
- Janet Young, baronessa Young (1982–1983)
- John Biffen (1983–1987)
- John Wakeham (1987–1988)
- John Ganzoni, II barone Belstead (1988–1990)
- David Waddington, barone Waddington (1990–1992)
- John Wakeham, barone Wakeham (1992–1994)
- Robert Gascoyne-Cecil, visconte Cranborne (1994–1997)
- Ivor Richard, barone Richard (1997–1998)
- Margaret Jay, baronessa Jay di Paddington (1998–2001)
- Gareth Wyn Williams, barone Williams di Mostyn (2001–2003)
- Peter Hain (2003–2005)
- Geoff Hoon (2005–2006)
- Jack Straw (2006–2007)
- Harriet Harman (2007–2010)
- Sir George Young, barone Young di Cookham (2010–2012)
- Andrew Lansley, barone Lansley (2012-2014)
- Tina Stowell, baronessa Stowell di Beeston (2014-2016)
- Natalie Evans, baronessa Evans di Bowes Park (2016-2022)
- Nicholas True, barone True (2022-2024)
- Angela Smith, baronessa Smith di Basildon (dal 2024)